# Osório (ort)
Osório är en ort i Brasilien.   Den ligger i kommunen Osório och delstaten Rio Grande do Sul, i den södra delen av landet, 1 600 km söder om huvudstaden Brasília. Osório ligger 18 meter över havet och antalet invånare är 34 628.
Terrängen runt Osório är platt åt sydost, men åt nordväst är den kuperad. Närmaste större samhälle är Tramandaí, 17,0 km sydost om Osório. 
Omgivningarna runt Osório är en mosaik av jordbruksmark och naturlig växtlighet. Runt Osório är det ganska tätbefolkat, med 83 invånare per kvadratkilometer.